# Шеркальская
Шеркальская — река в России, протекает по Ханты-Мансийскому АО. Устье реки находится в 859 км по правому берегу реки Обь. Длина реки составляет 99 км.

## Притоки
- 15 км: Аптынъюган
- 17 км: Шоитъюган
- 21 км: Вохсаръюган
- 29 км: Куйдыюган
- 46 км: Русьёган
- 66 км: Мейдыёган
- 77 км: Тынзянгсоим

## Данные водного реестра
По данным государственного водного реестра России относится к Нижнеобскому бассейновому округу, водохозяйственный участок реки — Обь от впадения Иртыша до впадения реки Северная Сосьва, речной подбассейн реки — бассейны притока Оби от Иртыша до впадения Северной Сосьвы. Речной бассейн реки — (Нижняя) Обь от впадения Иртыша.
Код объекта в государственном водном реестре — 15020100112115300019856.